# Peter Whitney
Peter Whitney (né le 24 mai 1916 à Long Branch dans le New Jersey et mort le 30 mars 1972 à Santa Barbara) est un acteur américain de cinéma et de télévision.

## Biographie
Une de ses dernières prestations est Harlequin's Gold pour la série Mannix en 1970. Il meurt prématurément, victime d'une crise cardiaque, le 30 mars 1972 dans sa maison de Santa Barbara (Californie), il avait 55 ans.

## Filmographie partielle
- 1941 : Underground de Vincent Sherman
- 1941 : Nine Lives Are Not Enough d'A. Edward Sutherland
- 1941 : Blues in the Night d'Anatole Litvak
- 1942 : La Vallée du soleil (Valley of the Sun) de George Marshall
- 1942 : Rio Rita, de S. Sylvan Simon
- 1942 : Quelque part en France (Reunion in France) de Jules Dassin
- 1943 : Convoi vers la Russie (Action in the North Atlantic) de Lloyd Bacon
- 1943 : Destination Tokyo de Delmer Daves
- 1944 : Femme aimée est toujours jolie (Mr. Skeffington) de Vincent Sherman
- 1945 : L'Or et les Femmes (Bring on the Girls) de Sidney Lanfield
- 1945 : Hôtel Berlin (Hotel Berlin) de Peter Godfrey
- 1945 : Un héritage sur les bras (Murder, He Says)
- 1946 : Trois Étrangers (Three Strangers) de Jean Negulesco
- 1946 : Blonde Alibi
- 1946 : The Brute Man de Jean Yarbrough
- 1947 : Violence de Jack Bernhard
- 1947 : Poste avancé (Northwest Outpost) d'Allan Dwan
- 1947 : Un gangster pas comme les autres (The Gangster) de Gordon Wiles
- 1953 : La Perle noire (All the Brothers Were Valiant) de Richard Thorpe
- 1953 : Règlement de comptes (The Big Heat) de Fritz Lang
- 1955 : La Charge des tuniques bleues (The Last Frontier) d'Anthony Mann
- 1956 : L'Or et l'Amour (Great Day in the Morning) de Jacques Tourneur
- 1955 : Le Renard des océans (The Sea Chase) de John Farrow
- 1958 : L'Aventurier du Texas (Buchanan Rides Alone) de Budd Boetticher
- 1962 : Les Amours enchantées (The Wonderful World of the Brothers Grimm) de George Pal
- 1965 : Les Exploits d'Ali Baba (The Sword of Ali Baba) de Virgil W. Vogel
- 1967 : Dans la chaleur de la nuit (In the Heat of the Night) de Norman Jewison
- 1970 : Un nommé Cable Hogue (The Ballad of Cable Hogue) de Sam Peckinpah

## Television
- 1969 : Le Virginien : saison 8 épisode 06 (The runaway) : McPherson